# Alvéolite

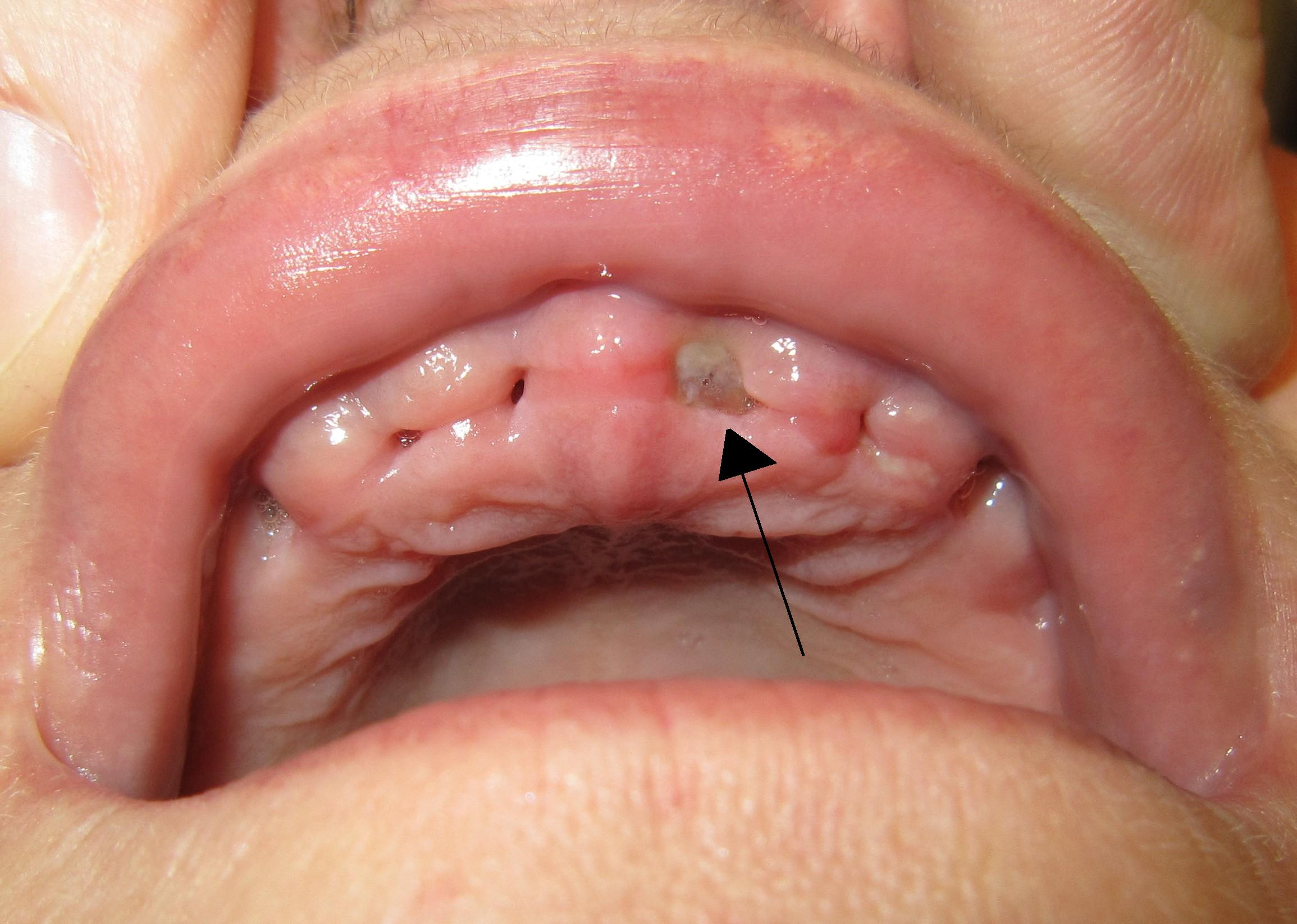
Alvéolite après l'extraction dentaire chez une personne qui fume.

 (décembre 2008).
Si vous disposez d'ouvrages ou d'articles de référence ou si vous connaissez des sites web de qualité traitant du thème abordé ici, merci de compléter l'article en donnant les références utiles à sa vérifiabilité et en les liant à la section « Notes et références ».
L'alvéolite dentaire ou ostéite alvéolaire est une complication survenant à la suite d'une extraction dentaire ou d'une opération chirurgicale, un caillot se forme dans la cavité osseuse. Quelquefois, ce caillot est délogé ou tarde à se former, ce qui constitue une alvéolite. Elle se traduit par une douleur intense, un mauvais goût dans la bouche et parfois une difficulté à ouvrir la bouche. Il peut arriver que la douleur remonte jusqu'à l'oreille du même côté et que des migraines se fassent sentir. L'alvéolite est grandement favorisée par le tabagisme et par l'utilisation précoce de bain de bouche antiseptiques entre 0 et 48 heures post extraction
C'est un état semi-temporaire qui dure entre 10 et 40 jours.

## Types d'alvéolite
Il existe deux types d'alvéolite[réf. souhaitée] :
- une infection de la cavité d’extraction de la dent (alvéolite suppurée) peut survenir quelques jours à quelques semaines après l’extraction (typiquement à la troisième semaine post-opératoire). Cette complication concerne presque exclusivement la dent de sagesse du bas. Elle semble favorisée par la stagnation des aliments dans la cavité d’extraction de la dent. Elle cède sous traitement antibiotique, associé ou non à un geste de révision de l’alvéole sous anesthésie locale. Elle nécessite rarement une deuxième intervention sous anesthésie générale ;
- une infection sans pus de l’alvéole de la dent (alvéolite sèche) peut survenir quelques jours après une intervention. Elle concerne surtout les dents de sagesse du bas et est douloureuse[réf. souhaitée]. Elle nécessite souvent un traitement local. La mise en place d’une mèche imbibée de clou de girofle fait rapidement céder la douleur.

## Prévention des alvéolites
L'extraction d'une dent nécessite une anesthésie locale. Les anesthésies utilisées créent la plupart du temps un arrêt du saignement par vasoconstriction des vaisseaux. L'alvéole ne saigne donc pas.

## Préservation de la crête
Lors de l'extraction d'une dent, les dentistes, spécialisés en implantologie surtout, procèdent à la greffe de comblement osseux. Cela permet de préserver la crête osseuse et d'éviter d'avoir à recourir à une greffe osseuse par la suite. Les techniques sont nombreuses et évoluent rapidement. Elles nécessitent généralement d'insérer de l'os en poudre dans l'alvéole et de suturer une membrane de collagène ou de d-PTFE au dessus.

## Traitement de l'alvéolite
L'eugénol extrait du clou de girofle montre son efficacité dans le traitement des alvéolites.
- Apposition d'une mèche imbibée d'eugénol. La mèche devra être retirée, car elle ne se résorbe pas d'elle-même et peut causer une nécrose osseuse[2].
- Insertion d'une pâte en gel, la pâte alvéolaire contenant du plasma riche en facteur de croissance.
- Il n'existe pas de traitement de cicatrisation vendu en pharmacie pour le patient. Une visite régulière chez le chirurgien dentiste est nécessaire afin qu'il appose une pâte à base d'eugénol[3].
- Il est déconseillé  de faire bouger la langue inutilement (parler par exemple), il est conseillé de manger au côté opposé de l'alvéolite quand cela est possible. Les soupes et glaces peuvent satisfaire l'appétit durant le traitement de cicatrisation afin d'éviter que des aliments viennent obstruer les alvéoles.
- Un rinçage avec de l'eau salée permet d'éviter une accumulation d'aliment.

### Phytothérapie
- Certains pharmaciens préconisent un mélange de quelques gouttes d'huile essentielle de clou de girofle dans de l'huile d'olive à tamponner sur l'alvéole.

### Autres techniques
- Il existe aussi un traitement laser de basse énergie qui présente de bons résultats.